# Свети Димитър (Бунарче)
Вижте пояснителната страница за други значения на Свети Димитър.
„Свети Великомъченик Димитър“ (на македонска литературна норма: „Свети Димитар“) е възрожденска православна църква в тиквешкото село Бунарче, южната част на Северна Македония.
Църквата е от ХІХ век. Фреските са унищожени, а църквата е пред сриване. Иконите от иконостаса са пренесени в Новоселската галерия за икони, Щип.